# Chudozubí
Chudozubí (Xenarthra) jsou jednou ze čtyř hlavních vývojových linií placentálních savců (společně s Afrotheria, Laurasiatheria a Euarchontoglires), jež v současné době endemitně obývá americký kontinent. Chudozubí ve dvou řádech, zvaných Cingulata a Pilosa, sdružují pásovce, mravenečníky a lenochody. Dnešní zástupci na délku hlavy a těla měří od 12,5 do více než 120 cm, vyhynulé formy však byly nezřídka mnohem větší. 
U chudozubých se objevuje široké spektrum jedinečných odvozených znaků, přičemž jméno jim vynesly redukce a modifikace chrupu. Ten je u většiny zástupců jednokořenný, trvale dorůstající a zároveň bezsklovinný. Řezáky se vůbec neobjevují a u mravenečníků došlo ke kompletní redukci všech zubů, které nahrazuje extrémně dlouhý jazyk. Pásovci mají sice paradoxně největší počet zubů mezi savci, ty však nehrají významnou roli při zpracování potravy. Vyjma stavby chrupu představuje další klíčový odvozený znak chudozubých specifické, tzv. xenartrální skloubení bederních a případně i několika hrudních obratlů. Kostra však zároveň nese i některé znaky pro placentály primitivní. 
Podle některých fylogenetických hypotéz mohou chudozubí představovat bazální linii placentálů (či např. sesterskou skupinu vůči Afrotheria). Ve fosilním záznamu se objevují teprve okolo svrchního paleocénu až spodního eocénu. Jejich evoluce probíhala takřka výhradně v Jižní Americe, ačkoli některé fosilní nálezy pocházejí i z Antarktidy a zejména během pliocenní „velké americké výměny“ kolonizovali i Severní Ameriku, kde dodnes žijí. Zatímco dnešní mravenečníci jsou stromoví a pozemní myrmekofágové, lenochodi letargičtí stromoví býložravci a pásovci pozemní hrabaví savci, rozmanitost fosilních zástupců byla ještě větší. Někteří z nich dosahovali obřích rozměrů: jmenovat lze pozemní lenochody, jako bylo Megatherium, či pásovce glyptodontidy. 

## Systematika
První zástupce dnešních chudozubých formálně popsal již švédský přírodovědec Carl Linné v 10. vydání svého díla Systema naturae, jež platí za základní kámen zoologického názvosloví. Linné je mj. autorem formálního vědeckého popisu mravenečníka velkého, pásovce devítipásého či lenochoda tříprstého. Za popisnou autoritu taxonu Xenarthra je pokládán americký přírodovědec a paleontolog Edward Drinker Cope (1889).
Taxonomie je nicméně v tomto ohledu poněkud zmatečná, neboť české jméno „chudozubí“ se ve starých textech používá i pro sběrný taxon Edentata. Z dnešního pohledu šlo o polyfyletickou skupinu, jež v rozdílných pojetích zahrnovala vedle chudozubých v užším smyslu (američtí pásovci, mravenečníci a lenochodi, tj. taxon Xenarthra mj. v Copeově pojetí) také starosvětské luskouny, africké hrabáče a např. podle Georgese Cuviera dokonce i ptakořitné. Vedle žijících forem se k chudozubým v širším smyslu přidružovaly i některé skupiny vyhynulých savců, například pruhozubí (Taeniodonta), kteří vykazovali jisté podobnosti s pozemními lenochody. Povrchní podobnost diskutovaných skupin byla důsledkem nezávislé evoluce směrem k myrmekofágii, respektive hrabacímu chování. Zejména u fosilních forem bývá často obtížné takové konvergence odlišit od sdílených odvozených znaků. Sběrný taxon Edentata se nicméně stal neudržitelným již před nástupem molekulárně-fylogenetických analýz, v průběhu 20. století byl postupně okleštěn pouze na americké zástupce (z recentních skupin naposledy o luskouny). V české literatuře z 80. let 20. století se již objevují chudozubí (Xenarthra = Edentata) ve své víceméně moderní podobě.
Ve své současné podobě jsou chudozubí jednoznačně monofyletickým taxonem, jenž se dělí na dva hlavní klady. Jedním z nich jsou pásovci (Cingulata), druhým pak skupina Pilosa, která zahrnuje mravenečníky (Vermilingua) a lenochody (Folivora). Počet čeledí může být mezi jednotlivými zdroji proměnlivý. V nejjednodušší, starší podobě mohou pásovci, mravenečníci i lenochodi zahrnovat pouze jedinou čeleď, častěji bývá rozlišováno více čeledí v některých či všech třech hlavních taxonech. Alternativní systémy recentních taxonů mohou být z hlediska principů kladistiky ekvivalentní: například mravenečníkovití dvouprstí (Cyclopedidae) jsou sesterskou skupinou vůči mravenečníkovitým (Myrmecophagidae), rozlišení v rámci samostatných čeledí se zakládá na dlouhém období jejich samostatného vývoje. Systematiku však mohou komplikovat fosilní taxony a například vyhynulí pásovci z původně samostatné čeledi Glyptodontidae se zjevně odvozují mezi recentními pláštníky, již se tak bez nich stávají parafyletickým taxonem.
Byť v některých zdrojích mohou chudozubí představovat samostatný řád, na taxonomické úrovni řádu vystupují spíše taxony Cingulata a Pilosa. Xenarthra v takových taxonomických systémech stojí na úrovni velkořádu (magnorder) či nadřádu (superorder). Jeho vnitřní členění na úrovni čeledí shrnuje systém založený na publikaci Zima & Macholán 2021:
- chudozubí (Xenarthra) Cope, 1889
  - řád pásovci (Cingulata) Illiger, 1811
    - čeleď pásovcovití (Dasypodidae) Gray, 1821
    - čeleď pláštníkovití (Chlamyphoridae) Bonaparte, 1850 – zahrnuje i původně samostatnou čeleď Glyptodontidae Gray, 1969[12]
    - vyhynulé čeledi: Peltephilidae Ameghino, 1894, Pampatheriidae Paula Couto, 1954, Pachyarmatheriidae Fernicola et al., 2018, Palaeopeltidae Ameghino, 1894[18]

  - řád Pilosa Flower, 1883
    - podřád mravenečníci (Vermilingua) Illiger, 1811
      - čeleď mravenečníkovití (Myrmecophagidae) Gray, 1825
      - čeleď mravenečníkovití dvouprstí (Cyclopedidae) Pocock, 1924

    - podřád lenochodi (Folivora) Delsuc et al., 2001
      - čeleď lenochodovití tříprstí (Bradypodidae) Gray, 1825
      - čeleď lenochodovití dvouprstí (Choloepodidae[pozn. 1]) Pocock, 1924
      - vyhynulé čeledi: Megalocnidae Delsuc et al., 2019, Nothrotheriidae Ameghino, 1920, Megatheriidae Gray, 1821, Megalonychidae Gervais, 1855, Scelidotheriidae Ameghino, 1889, Mylodontidae Gill, 1872[19]

Chudozubí savci jsou jednou ze čtyř hlavních linií placentálů (společně s Afrotheria, Laurasiatheria a Euarchontoglires). Společně s Afrotheria mohou tvořit společný klad nazvaný Atlantogenata, jenž by byl sesterský vůči Laurasiatheria a Euarchontoglires (ty společně tvoří taxon Boreoeutheria). Alternativní pohledy staví na bazální pozici placentálních savců Xenarthra (v takovém případě se klad pro ostatní placentály nazývá Epitheria), anebo Afrotheria. Spíše pro zajímavost lze uvést hypotézu Paratheria, podle níž by chudozubí představovali samostatnou evoluční linii od vačnatých (Metatheria) a placentálů (Eutheria). Původ této hypotézy sahá do konce 19. století, krátkou renesanci zažila ještě v 80. letech 20. století s objevem pozdně křídových gondwanaterií z Jižní Ameriky, u nichž se mylně předpokládala příbuznost s chudozubými. Nyní je hypotéza Paratheria všeobecně pokládána za jednoznačně vyvrácenou.
|  | Dasypodidae    |
|  |                |
|  | Chlamyphoridae |
|  |                |

|  | Cyclopedidae    |
|  |                 |
|  | Myrmecophagidae |
|  |                 |

|  | Bradypodidae  |
|  |               |
|  | Choloepodidae |
|  |               |

|  | Cyclopedidae    |
|  |                 |
|  | Myrmecophagidae |
|  |                 |

|  | Bradypodidae  |
|  |               |
|  | Choloepodidae |
|  |               |

|  | Dasypodidae    |
|  |                |
|  | Chlamyphoridae |
|  |                |

|  | Cyclopedidae    |
|  |                 |
|  | Myrmecophagidae |
|  |                 |

|  | Bradypodidae  |
|  |               |
|  | Choloepodidae |
|  |               |

|  | Cyclopedidae    |
|  |                 |
|  | Myrmecophagidae |
|  |                 |

|  | Bradypodidae  |
|  |               |
|  | Choloepodidae |
|  |               |

|  | Dasypodidae    |
|  |                |
|  | Chlamyphoridae |
|  |                |

|  | Cyclopedidae    |
|  |                 |
|  | Myrmecophagidae |
|  |                 |

|  | Bradypodidae  |
|  |               |
|  | Choloepodidae |
|  |               |

|  | Cyclopedidae    |
|  |                 |
|  | Myrmecophagidae |
|  |                 |

|  | Bradypodidae  |
|  |               |
|  | Choloepodidae |
|  |               |

|  | Dasypodidae    |
|  |                |
|  | Chlamyphoridae |
|  |                |

|  | Cyclopedidae    |
|  |                 |
|  | Myrmecophagidae |
|  |                 |

|  | Bradypodidae  |
|  |               |
|  | Choloepodidae |
|  |               |

|  | Cyclopedidae    |
|  |                 |
|  | Myrmecophagidae |
|  |                 |

|  | Bradypodidae  |
|  |               |
|  | Choloepodidae |
|  |               |

|  | Laurasiatheria   |
|  |                  |
|  | Euarchontoglires |
|  |                  |

|  | Dasypodidae    |
|  |                |
|  | Chlamyphoridae |
|  |                |

|  | Cyclopedidae    |
|  |                 |
|  | Myrmecophagidae |
|  |                 |

|  | Bradypodidae  |
|  |               |
|  | Choloepodidae |
|  |               |

|  | Cyclopedidae    |
|  |                 |
|  | Myrmecophagidae |
|  |                 |

|  | Bradypodidae  |
|  |               |
|  | Choloepodidae |
|  |               |

|  | Dasypodidae    |
|  |                |
|  | Chlamyphoridae |
|  |                |

|  | Cyclopedidae    |
|  |                 |
|  | Myrmecophagidae |
|  |                 |

|  | Bradypodidae  |
|  |               |
|  | Choloepodidae |
|  |               |

|  | Cyclopedidae    |
|  |                 |
|  | Myrmecophagidae |
|  |                 |

|  | Bradypodidae  |
|  |               |
|  | Choloepodidae |
|  |               |

|  | Dasypodidae    |
|  |                |
|  | Chlamyphoridae |
|  |                |

|  | Cyclopedidae    |
|  |                 |
|  | Myrmecophagidae |
|  |                 |

|  | Bradypodidae  |
|  |               |
|  | Choloepodidae |
|  |               |

|  | Cyclopedidae    |
|  |                 |
|  | Myrmecophagidae |
|  |                 |

|  | Bradypodidae  |
|  |               |
|  | Choloepodidae |
|  |               |

|  | Dasypodidae    |
|  |                |
|  | Chlamyphoridae |
|  |                |

|  | Cyclopedidae    |
|  |                 |
|  | Myrmecophagidae |
|  |                 |

|  | Bradypodidae  |
|  |               |
|  | Choloepodidae |
|  |               |

|  | Cyclopedidae    |
|  |                 |
|  | Myrmecophagidae |
|  |                 |

|  | Bradypodidae  |
|  |               |
|  | Choloepodidae |
|  |               |

|  | Laurasiatheria   |
|  |                  |
|  | Euarchontoglires |
|  |                  |

|  | Dasypodidae    |
|  |                |
|  | Chlamyphoridae |
|  |                |

|  | Cyclopedidae    |
|  |                 |
|  | Myrmecophagidae |
|  |                 |

|  | Bradypodidae  |
|  |               |
|  | Choloepodidae |
|  |               |

|  | Cyclopedidae    |
|  |                 |
|  | Myrmecophagidae |
|  |                 |

|  | Bradypodidae  |
|  |               |
|  | Choloepodidae |
|  |               |

|  | Dasypodidae    |
|  |                |
|  | Chlamyphoridae |
|  |                |

|  | Cyclopedidae    |
|  |                 |
|  | Myrmecophagidae |
|  |                 |

|  | Bradypodidae  |
|  |               |
|  | Choloepodidae |
|  |               |

|  | Cyclopedidae    |
|  |                 |
|  | Myrmecophagidae |
|  |                 |

|  | Bradypodidae  |
|  |               |
|  | Choloepodidae |
|  |               |

|  | Dasypodidae    |
|  |                |
|  | Chlamyphoridae |
|  |                |

|  | Cyclopedidae    |
|  |                 |
|  | Myrmecophagidae |
|  |                 |

|  | Bradypodidae  |
|  |               |
|  | Choloepodidae |
|  |               |

|  | Cyclopedidae    |
|  |                 |
|  | Myrmecophagidae |
|  |                 |

|  | Bradypodidae  |
|  |               |
|  | Choloepodidae |
|  |               |

|  | Dasypodidae    |
|  |                |
|  | Chlamyphoridae |
|  |                |

|  | Cyclopedidae    |
|  |                 |
|  | Myrmecophagidae |
|  |                 |

|  | Bradypodidae  |
|  |               |
|  | Choloepodidae |
|  |               |

|  | Cyclopedidae    |
|  |                 |
|  | Myrmecophagidae |
|  |                 |

|  | Bradypodidae  |
|  |               |
|  | Choloepodidae |
|  |               |

|  | Laurasiatheria   |
|  |                  |
|  | Euarchontoglires |
|  |                  |

|  | Dasypodidae    |
|  |                |
|  | Chlamyphoridae |
|  |                |

|  | Cyclopedidae    |
|  |                 |
|  | Myrmecophagidae |
|  |                 |

|  | Bradypodidae  |
|  |               |
|  | Choloepodidae |
|  |               |

|  | Cyclopedidae    |
|  |                 |
|  | Myrmecophagidae |
|  |                 |

|  | Bradypodidae  |
|  |               |
|  | Choloepodidae |
|  |               |

|  | Dasypodidae    |
|  |                |
|  | Chlamyphoridae |
|  |                |

|  | Cyclopedidae    |
|  |                 |
|  | Myrmecophagidae |
|  |                 |

|  | Bradypodidae  |
|  |               |
|  | Choloepodidae |
|  |               |

|  | Cyclopedidae    |
|  |                 |
|  | Myrmecophagidae |
|  |                 |

|  | Bradypodidae  |
|  |               |
|  | Choloepodidae |
|  |               |

|  | Dasypodidae    |
|  |                |
|  | Chlamyphoridae |
|  |                |

|  | Cyclopedidae    |
|  |                 |
|  | Myrmecophagidae |
|  |                 |

|  | Bradypodidae  |
|  |               |
|  | Choloepodidae |
|  |               |

|  | Cyclopedidae    |
|  |                 |
|  | Myrmecophagidae |
|  |                 |

|  | Bradypodidae  |
|  |               |
|  | Choloepodidae |
|  |               |

|  | Dasypodidae    |
|  |                |
|  | Chlamyphoridae |
|  |                |

|  | Cyclopedidae    |
|  |                 |
|  | Myrmecophagidae |
|  |                 |

|  | Bradypodidae  |
|  |               |
|  | Choloepodidae |
|  |               |

|  | Cyclopedidae    |
|  |                 |
|  | Myrmecophagidae |
|  |                 |

|  | Bradypodidae  |
|  |               |
|  | Choloepodidae |
|  |               |

|  | Laurasiatheria   |
|  |                  |
|  | Euarchontoglires |
|  |                  |

|  | Dasypodidae    |
|  |                |
|  | Chlamyphoridae |
|  |                |

|  | Cyclopedidae    |
|  |                 |
|  | Myrmecophagidae |
|  |                 |

|  | Bradypodidae  |
|  |               |
|  | Choloepodidae |
|  |               |

|  | Cyclopedidae    |
|  |                 |
|  | Myrmecophagidae |
|  |                 |

|  | Bradypodidae  |
|  |               |
|  | Choloepodidae |
|  |               |

|  | Dasypodidae    |
|  |                |
|  | Chlamyphoridae |
|  |                |

|  | Cyclopedidae    |
|  |                 |
|  | Myrmecophagidae |
|  |                 |

|  | Bradypodidae  |
|  |               |
|  | Choloepodidae |
|  |               |

|  | Cyclopedidae    |
|  |                 |
|  | Myrmecophagidae |
|  |                 |

|  | Bradypodidae  |
|  |               |
|  | Choloepodidae |
|  |               |

|               | Afrotheria                                                          |
|               |                                                                     |
| Boreoeutheria | \| \| Euarchontoglires \| \| \| \| \| \| Laurasiatheria \| \| \| \| |
|               | \| \| Euarchontoglires \| \| \| \| \| \| Laurasiatheria \| \| \| \| |
|               | Euarchontoglires                                                    |
|               |                                                                     |
|               | Laurasiatheria                                                      |
|               |                                                                     |

|  | Euarchontoglires |
|  |                  |
|  | Laurasiatheria   |
|  |                  |

|  | Dasypodidae    |
|  |                |
|  | Chlamyphoridae |
|  |                |

|  | Cyclopedidae    |
|  |                 |
|  | Myrmecophagidae |
|  |                 |

|  | Bradypodidae  |
|  |               |
|  | Choloepodidae |
|  |               |

|  | Cyclopedidae    |
|  |                 |
|  | Myrmecophagidae |
|  |                 |

|  | Bradypodidae  |
|  |               |
|  | Choloepodidae |
|  |               |

|  | Dasypodidae    |
|  |                |
|  | Chlamyphoridae |
|  |                |

|  | Cyclopedidae    |
|  |                 |
|  | Myrmecophagidae |
|  |                 |

|  | Bradypodidae  |
|  |               |
|  | Choloepodidae |
|  |               |

|  | Cyclopedidae    |
|  |                 |
|  | Myrmecophagidae |
|  |                 |

|  | Bradypodidae  |
|  |               |
|  | Choloepodidae |
|  |               |

|               | Afrotheria                                                          |
|               |                                                                     |
| Boreoeutheria | \| \| Euarchontoglires \| \| \| \| \| \| Laurasiatheria \| \| \| \| |
|               | \| \| Euarchontoglires \| \| \| \| \| \| Laurasiatheria \| \| \| \| |
|               | Euarchontoglires                                                    |
|               |                                                                     |
|               | Laurasiatheria                                                      |
|               |                                                                     |

|  | Euarchontoglires |
|  |                  |
|  | Laurasiatheria   |
|  |                  |

|  | Dasypodidae    |
|  |                |
|  | Chlamyphoridae |
|  |                |

|  | Cyclopedidae    |
|  |                 |
|  | Myrmecophagidae |
|  |                 |

|  | Bradypodidae  |
|  |               |
|  | Choloepodidae |
|  |               |

|  | Cyclopedidae    |
|  |                 |
|  | Myrmecophagidae |
|  |                 |

|  | Bradypodidae  |
|  |               |
|  | Choloepodidae |
|  |               |

|  | Dasypodidae    |
|  |                |
|  | Chlamyphoridae |
|  |                |

|  | Cyclopedidae    |
|  |                 |
|  | Myrmecophagidae |
|  |                 |

|  | Bradypodidae  |
|  |               |
|  | Choloepodidae |
|  |               |

|  | Cyclopedidae    |
|  |                 |
|  | Myrmecophagidae |
|  |                 |

|  | Bradypodidae  |
|  |               |
|  | Choloepodidae |
|  |               |

|               | Afrotheria                                                          |
|               |                                                                     |
| Boreoeutheria | \| \| Euarchontoglires \| \| \| \| \| \| Laurasiatheria \| \| \| \| |
|               | \| \| Euarchontoglires \| \| \| \| \| \| Laurasiatheria \| \| \| \| |
|               | Euarchontoglires                                                    |
|               |                                                                     |
|               | Laurasiatheria                                                      |
|               |                                                                     |

|  | Euarchontoglires |
|  |                  |
|  | Laurasiatheria   |
|  |                  |

|  | Dasypodidae    |
|  |                |
|  | Chlamyphoridae |
|  |                |

|  | Cyclopedidae    |
|  |                 |
|  | Myrmecophagidae |
|  |                 |

|  | Bradypodidae  |
|  |               |
|  | Choloepodidae |
|  |               |

|  | Cyclopedidae    |
|  |                 |
|  | Myrmecophagidae |
|  |                 |

|  | Bradypodidae  |
|  |               |
|  | Choloepodidae |
|  |               |

|  | Dasypodidae    |
|  |                |
|  | Chlamyphoridae |
|  |                |

|  | Cyclopedidae    |
|  |                 |
|  | Myrmecophagidae |
|  |                 |

|  | Bradypodidae  |
|  |               |
|  | Choloepodidae |
|  |               |

|  | Cyclopedidae    |
|  |                 |
|  | Myrmecophagidae |
|  |                 |

|  | Bradypodidae  |
|  |               |
|  | Choloepodidae |
|  |               |

|               | Afrotheria                                                          |
|               |                                                                     |
| Boreoeutheria | \| \| Euarchontoglires \| \| \| \| \| \| Laurasiatheria \| \| \| \| |
|               | \| \| Euarchontoglires \| \| \| \| \| \| Laurasiatheria \| \| \| \| |
|               | Euarchontoglires                                                    |
|               |                                                                     |
|               | Laurasiatheria                                                      |
|               |                                                                     |

|  | Euarchontoglires |
|  |                  |
|  | Laurasiatheria   |
|  |                  |

## Popis

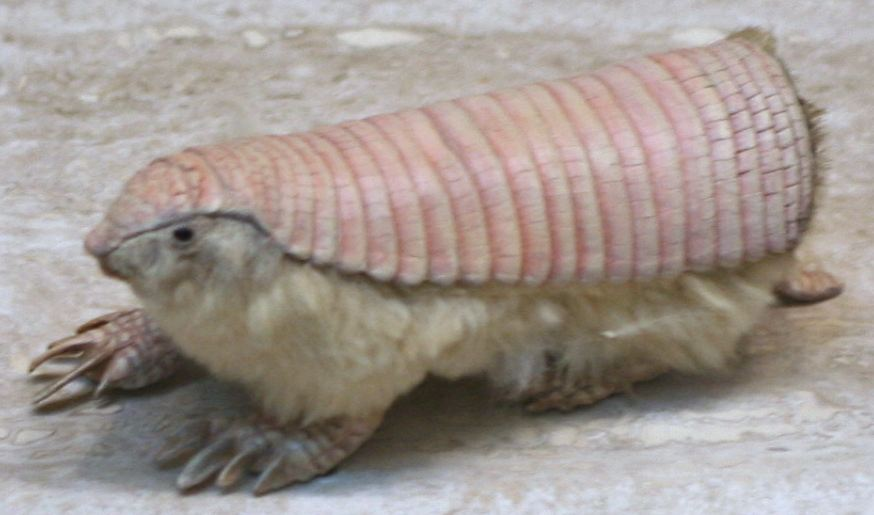
Pláštník malý (Chlamyphorus truncatus) je nejmenším chudozubým

Chudozubí patří co do morfologie mezi nejneobvyklejší vyšší taxony savců, jejich recentní i vyhynulí zástupci vykazují často nesourodé a vysoce odvozené anatomické znaky. Už samotná délka hlavy a těla se pohybuje od pouhých 12,5 cm u pláštníka malého (Chlamyphorus truncatus) po více než 120 cm u mravenečníka velkého (Myrmecophaga tridactyla). Velcí vyhynulí pozemní lenochodi, jako byl rod Megatherium, měřili až 300 cm a jejich hmotnost se vyrovnala současným slonům. Bezmála dvoumetrové délky dosahovali i vyhynulí glyptodonti.

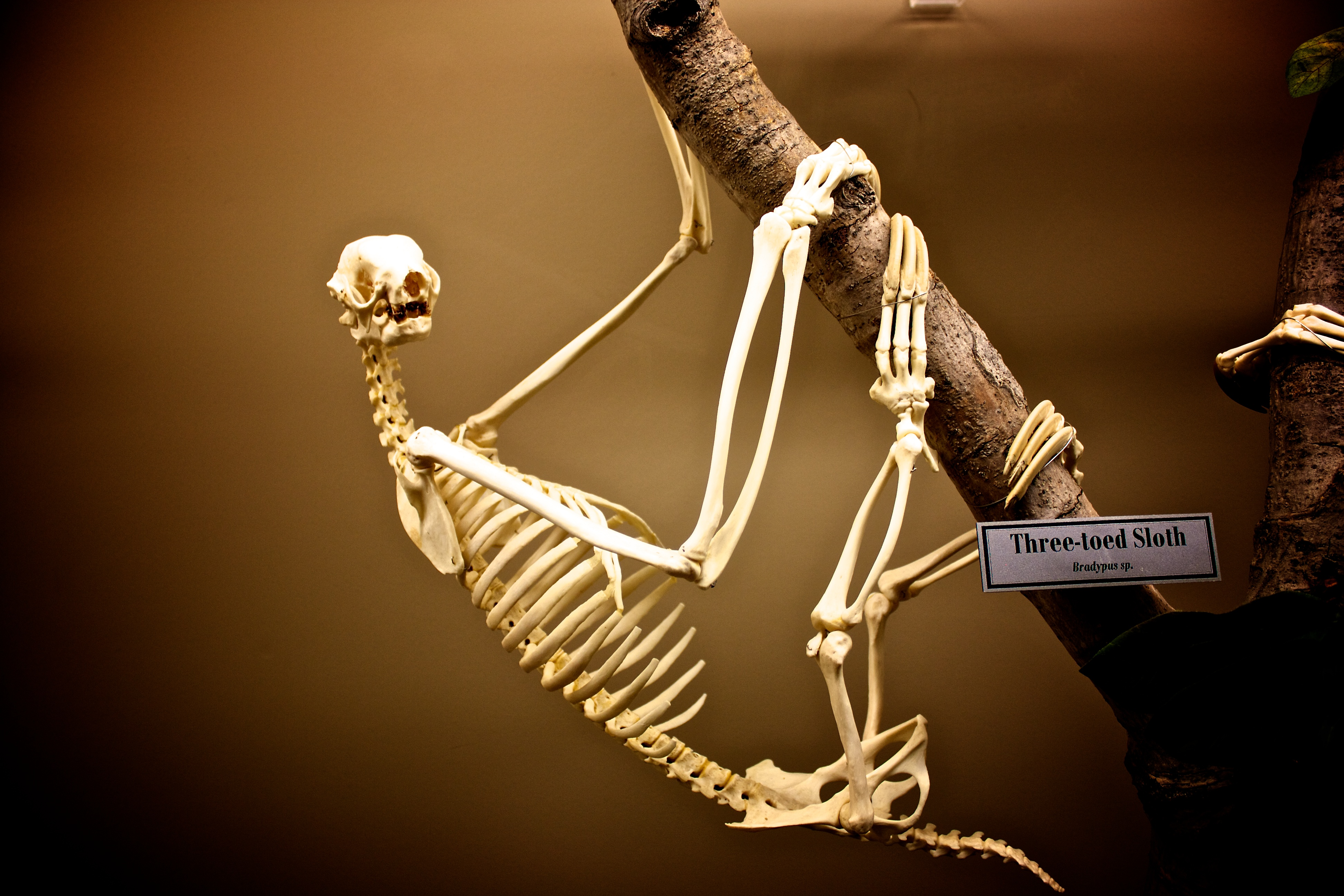
Kostra lenochodovitého tříprstého

Tělesná stavba dnešních chudozubých je značně proměnlivá, od stromových lenochodů a mravenečníků po pozemního mravenečníka velkého a pásovce (byť i pásovci dovedou šplhat). Rozmanitost fosilních forem byla ještě vyšší. Zadní končetiny chudozubých mají typicky pět prstů a přední dva nebo tři funkční prsty s velkými drápy. Lenochodi své drápy využívají k zavěšení se za větve (zatímco prsty mají spojené kůží), u jiných chudozubých často slouží i k hrabání. Stromovým mravenečníkům pohyb ve stromoví dále usnadňuje chápavý ocas. Zajímavou vlastností pásovců je jejich kostěný pancíř, který se neobjevuje u žádných jiných savců. Jeho přítomnost u některých vyhynulých lenochodů, jako byl rod Mylodon, může nasvědčovat skutečnosti, že jde o původní znak všech chudozubých, který byl u jejich jednotlivých linií ztracen až druhotně. Lenochodi vynikají proměnlivým počtem krčních obratlů; tento fenomén je mezi savci takřka výjimečný a objevuje se jen u některých sirén.

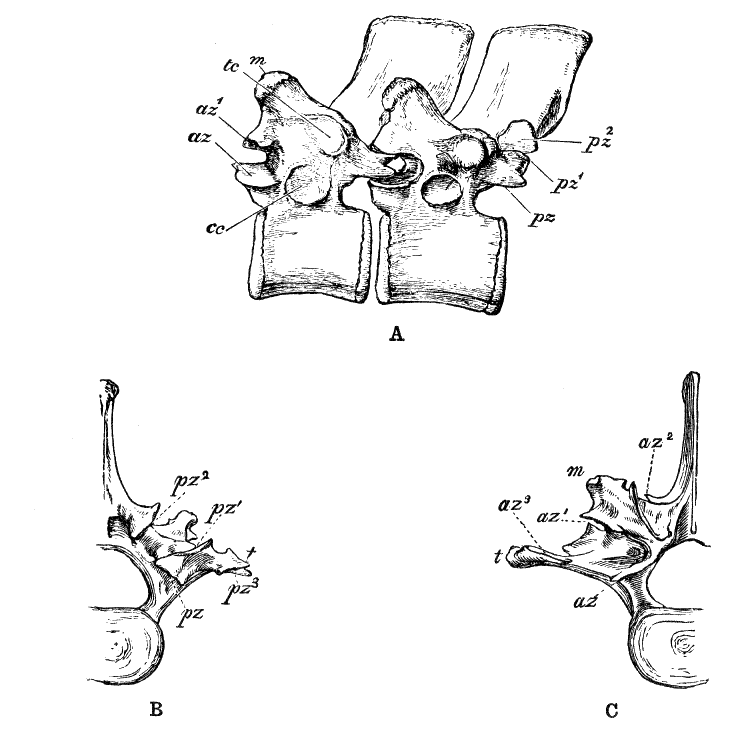
Xenartrální kloubní spojení

Navzdory jejich rozmanitosti chudozubé definuje několik sdílených odvozených znaků. Odborné jméno chudozubým vyneslo specifické, tzv. xenartrální skloubení bederních a případně i několika hrudních obratlů, jež doplňuje běžné kloubní spojení mezi zygapofýzami. Jeho hlavní úlohou je zpevnit páteř, respektive boky, což se zvláště hodí druhům adaptovaným pro hrabání v zemi. Xenartrální kloubní spojení je proto velmi dobře vyvinuto zejména u pásovců a někdy jej doplňuje ještě další přídatné kloubení. Xenartrální kloubení je jedním ze znaků, jenž chybí u domněle příbuzných luskounů; na druhou stranu se však zjevně nezávisle vyvinulo u některých jiných savců, včetně kreodonta rodu Patriofelis, primitivního savce rodu Fruitafossor nebo některých moderních pytlonošovitých hlodavců. Další adaptací pro hrabání je srůst páteře a pánve v oblasti sedací kosti. Vyjma odvozených znaků jsou na kostře patrné i některé rysy primitivní. Na rozdíl od řady jiných placentálů si například chudozubí stále zachovávají klíční kost, zejména však vyniká přetrvávající výběžek procoracoid na lopatce.

### Lebka a chrup

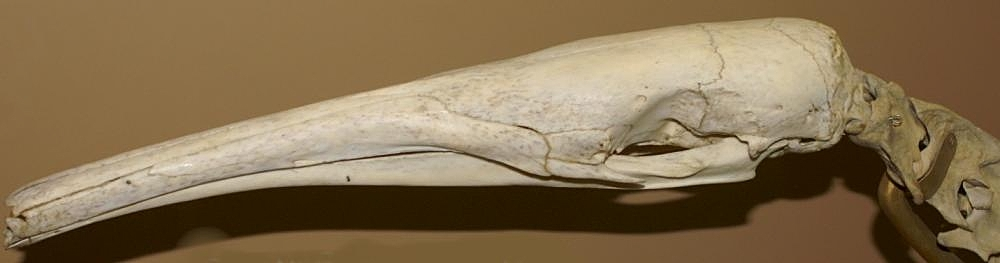
Lebka mravenečníka

Jak již jméno napovídá, typických redukcí a modifikací doznal chrup. Ten je tzv. homodontní (stejnocenný), byť lenochodi mohou mít diferencované zuby podobné špičákům. Zcela neznatelný je tzv. tribosfénický vzor stoliček, jinak sdílený v rámci živorodých savců. Zuby vždy chybí v mezičelisti a na rozdíl od ostatních savců vyrůstají ve výrazných rozestupech, tedy nepřiléhají těsně k sobě. Řezáky se vůbec neobjevují a u mravenečníků došlo ke kompletní redukci chrupu, kdy se sice zakládají jeho zárodky, ale ty se v průběhu vývoje vstřebávají. Chrup většiny zástupců je jednokořenný a hypselodontní (tedy trvale dorůstající) a zároveň bezsklovinný. Výjimku v tomto směru představuje rod pásovců Dasypus, u jehož zástupců se vyskytuje tenká vrstva skloviny a primitivní eocenní pásovec rodu Astegotherium postrádal i hypselodoncii. Pásovci jsou zároveň savci s největším počtem zubů vůbec; pásovec velký (Priodontes maximus) nese v čelistech až 100 nerozlišených zubů, které však mají jenom malý význam při zpracování potravy. Chudozubí ve srovnání s řadou dalších savců nemají dočasný chrup. Výjimku opět představuje rod pásovců Dasypus, kde se dočasný chrup objevuje.
Z charakteristických znaků lebky lze jmenovat zachování tzv. septomaxilly, kosti mezi nosní přepážkou a horní čelistí. Vyjma chudozubých se tato struktura objevuje již jenom u ptakořitných, přičemž septomaxilla obou těchto vyšších taxonů je homologická. Dalším typickým znakem lebky je prstencová bubínková kost. Lenochodi mají lebku obecně širší a užší, u mravenečníků a pásovců je lebka kvůli dlouhému jazyku protažená, tvarem válcovitá až kuželovitá (nicméně vyhynulí pásovci glyptodonti měli lebku krátkou a hluboce posazenou). Mravenečníkům se lebka prodloužila protažením nosních kostí a horní čelisti, nikoli mezičelisti. Prodloužené sekundární patro jim pak umožňuje – zataženému jazyku navzdory – bez obtíží dýchat. Dolní čelist u mravenečníků nesrůstá, což umožňuje zvětšení průměru ústního otvoru během krmení.

### Vnitřní orgány a fyziologie

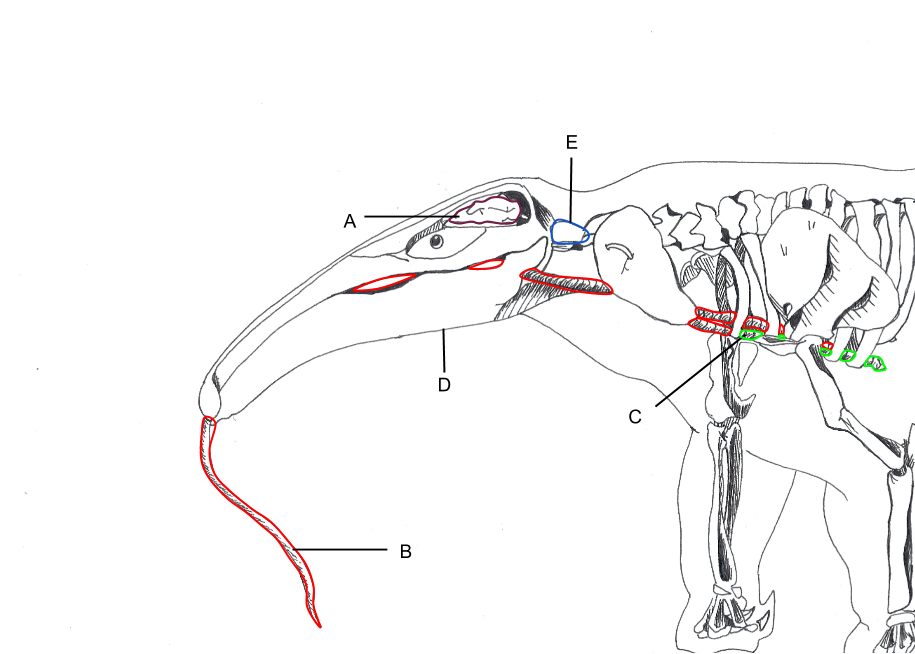
Boční pohled na některé tělní struktury mravenečníka (A: mozek, B: jazyk, C: hrudní kost, D: lebka, E: jazylka)

Nezvyklá je zejména reprodukční soustava chudozubých. Varlata samců jsou uložena v břišní dutině mezi močovým měchýřem a řití, samičí děloha a pochva se typicky jen neúplně oddělují. Děloha může nabývat různých, často odvozených podob. Některé druhy, jako pásovec štíhlý (Chaetophractus vellerosus), pásovec malý (Zaedyus pichiy) či pásovec krátkouchý (Cabassous chacoensis), mají primitivní dvourohou dělohu, ale pro lenochody je typická děloha jednorohá a u mravenečníků a některých jiných pásovců, jako je pásovec devítipásý a třípásý (Tolypeutes tricinctus), se objevuje i jednokomorová děloha. Vagínu, na rozdíl od většiny dalších savců, nemusí krýt vrstevnatý dlaždicový epitel, snad protože penetrace ze strany samců zůstává pouze mělká (nepravá vagína se nazývá spíše urogenitální sinus). Z dalších zvláštností lze jmenovat ještě folikuly s větším počtem oocytů (znak některých pásovců, u savců výjimečný). Placentace je u všech chudozubých hemochoriální.
Funkci zubů u chudozubých s prodlouženou lebkou typicky nahrazuje osvalený jazyk vybavený dozadu směřujícími háčky, jenž se objevuje u hmyzožravých, ale i listožravých druhů. Typický je zvláště pro mravenečníky, u nichž může svou délkou přesahovat délku hlavy. Specializovaná strava vyústila i v evoluci svalnatého žaludku mravenečníků, který představuje analogii žaludku ptáků. Naproti tomu listožraví lenochodi mají mohutné útroby s dobře vyvinutým slepým střevem, které slouží jako fermentační komora. Jejich životní styl se odráží i v jiných fyziologických adaptacích, ať už je to pozměněné uspořádání vnitřních orgánů, zvětšený močový měchýř či modifikace cévního systému končetin, který brání jejich odkrvení.
Jedním z typických znaků chudozubých je nízká bazální rychlost metabolismu (BMR), jejíž hodnoty činí jen asi 40 % až 60 % ve srovnání s hodnotami, které by odpovídaly jejich tělesné hmotnosti. Tělesná teplota je rovněž nižší, někdy dokonce proměnlivá v závislosti na podmínkách prostředí. U pásovců činí jen 33 až 36 °C. S tím se pojí řada různých fenoménů. Známá je například vnímavost některých pásovců vůči bakteriím lepry, které ke svému růstu vyžadují chladnější části těla. Pásovcovití také tolerují určitou úroveň hypoxie. Z evolučního hlediska může nižší bazální rychlost metabolismu souviset například s netypickým počtem krčních obratlů u lenochodů, který se u jiných savců pojí se škodlivými pleiotropními účinky genů, zejména nádorovým bujením – extrémně nízká rychlost metabolismu lenochodů toto riziko snižuje.
Co se týče stavby mozku, nejmenší relativní velikost mozku mají pásovci, větší lenochodi a největší mravenečníci. Určité struktury mozku lze označit ve srovnání s ostatními placentály jako primitivní, například nediferencovanou mozkovou kůru neboli kortex v některých senzorických oblastech, mohutně rozvinutou piriformní korovou oblast související s čichovými vjemy a netypickou organizaci úseků kortexu zajišťujících somatosenzoriku (tj. zpracování smyslových vjemů z tělesných oblastí) a motoriku (tj. řízení pohybů). Somatosenzorický a motorický kortex se částečně překrývají, přičemž motorická mapa netypicky nemusí zrcadlit mapu senzorickou. Toto uspořádání může představovat přechodný stav mezi překrývajícími se mapami vačnatců a nepřekrývajícími se mapami ostatních placentálů. Chudozubí vykazují i jiné odvozené znaky mozku nepozorované u dalších savců, zejména modulární shluky buněk ve druhé vrstvě mozkové kůry, které se rozprostírají přes více smyslových oblastí. Ze smyslů je dobře vyvinutý čich. Pláštníkovití mají sluchové ústrojí adaptované ke vnímání nízkofrekvenčních zvuků v podzemí. Naopak chabý zůstává zrak, a to včetně kompletní redukce očních čípků (chudozubí jsou tedy barvoslepí).

### Genom
Původní počet chromozomů placentálních savců je odhadován na 2n = 44 až 2n = 48. Podobnost tomuto ancestrálnímu karyotypu u některých chudozubých, jako je lenochod krátkokrký (Choloepus hoffmanni; 2n = 50), může nasvědčovat bazální pozici tohoto vyššího taxonu na fylogenetickém stromě placentálů. Chromozomální studie pásovce šestipásého (Euphractus sexcinctus) přišla s hypotézou, že původní karyotyp chudozubých činí 2n = 54. Genom chudozubých je větší než v případě nejpočetnějších placentálních kladů Euarchontoglires a Laurasiatheria.

## Evoluce

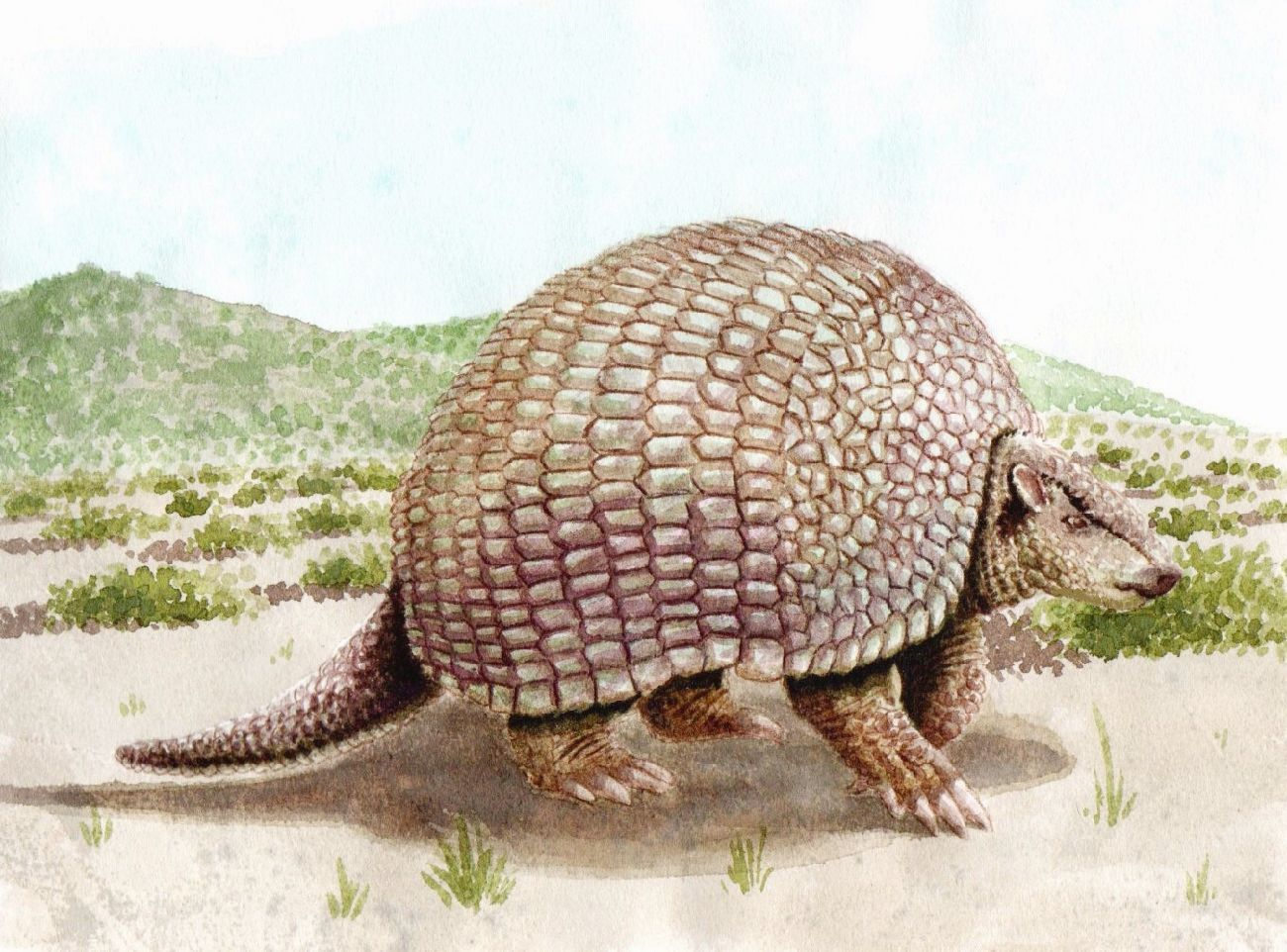
Rekonstrukce pásovce rodu Pampatherium

Chudozubí mohli na základě odhadů molekulárních hodin divergovat již během křídové periody. Ve fosilním záznamu se však objevují náhle teprve během kenozoika. Nejstaršími fosilními pozůstatky chudozubých jsou osteodermy pásovců, přičemž nejstarší, respektive jeden z nejstarších rodů zvaný Riostegotherium pochází z brazilského souvrství Itaboraí. Datace riostegoteria je však sporná, nelze vyloučit jeho existenci již během svrchního paleocénu, ačkoli pravděpodobnější může být spíše raně-eocenní stáří. Jeho současníky mohli v takovém případě být například pásovci Pucatherium parvum či Noatherium emilioi.
V současnosti se chudozubí vyskytují výhradně na americkém kontinentu, eocenní nálezy nicméně nasvědčují i jejich historickému výskytu na Antarktidě (Seymour Island). Roku 1981 došlo k popisu rodu Eurotamandua, jehož úplná kostra pochází z eocenních vrstev v německém dole Messel. Ačkoli byl Eurotamandua zprvu pokládán za zástupce mravenečníků, podobnost obou zvířat je zřejmě výsledkem konvergentní evoluce: Eurotamandua postrádá xenartrální kloubení, šlo by o jediného starosvětského chudozubého a zároveň se ve fosilním záznamu objevuje ještě před jihoamerickými mravenečníky.

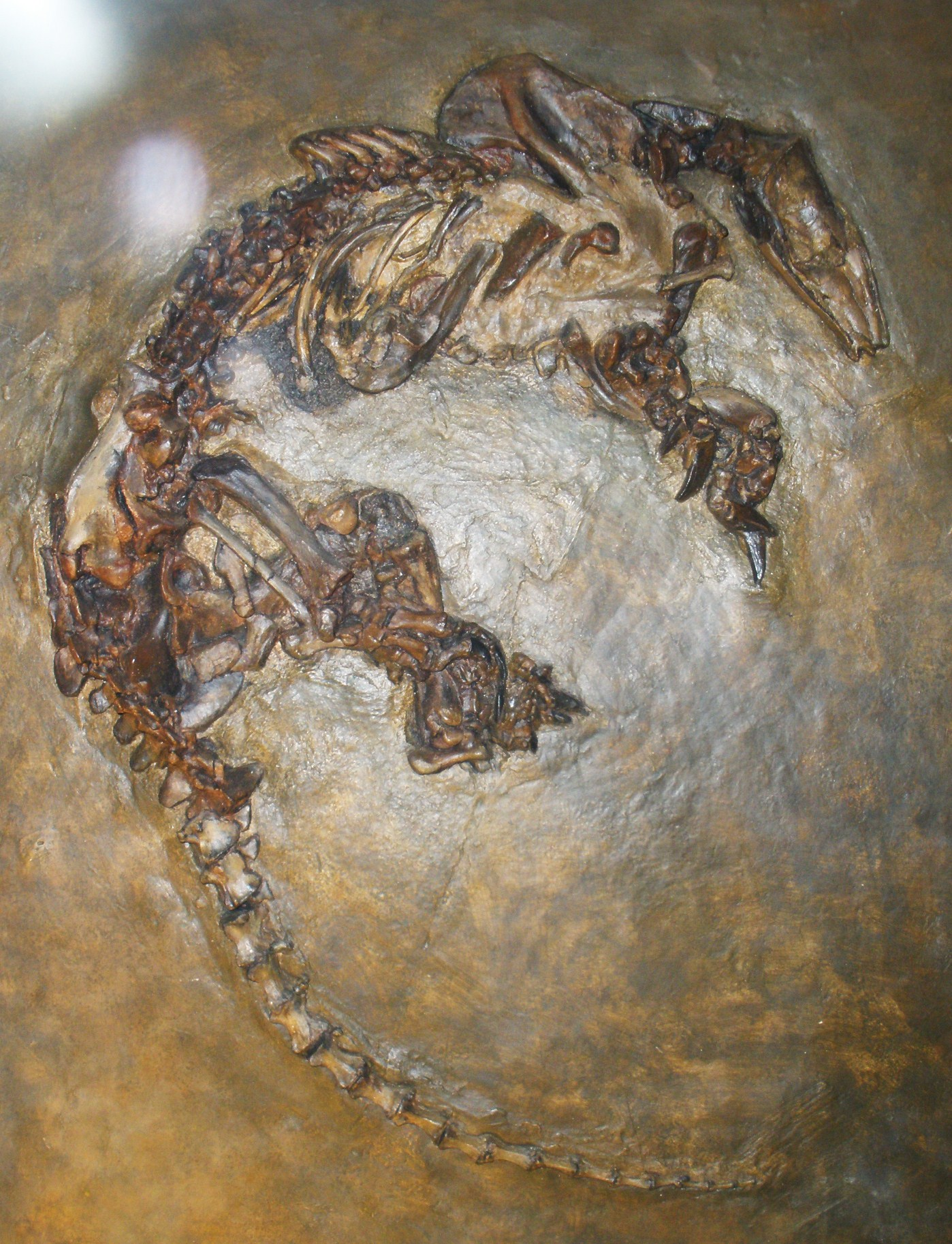
Eurotamandua zřejmě nebyl chudozubý

Fosilní nálezy pokrývají ranou evoluci chudozubých jen nevalně. Studie z roku 2015 shrnula, že eocenní nálezy se omezují takřka výhradně na zmíněné osteodermy pásovců a kosterní zbytky nejasného určení, první nálezy lebečního materiálu sahají teprve na konec středního eocénu a první (téměř) úplné kostry pocházejí teprve ze spodního miocénu. Situaci komplikuje i skutečnost, že fosilie savců se často omezují na zubní materiál, jenž však v případě chudozubých zřejmě neměl potenciál dobře fosilizovat. Zuby primitivních chudozubých navíc mohly fosilizovat ještě hůře než zuby jejich odvozených zástupců, poněvadž třebaže je stále pravděpodobně pokrývala tenká vrstva skloviny, postrádaly odvozené typy odolnějších zubních tkání. Předek korunové skupiny chudozubých mohl být hrabající či ryjící myrmekofág, možná s částečnou schopností šplhat (jako někteří současní mravenečníci). Pro podzemní způsob života raných chudozubých svědčí např. předpokládaný nezávislý vznik barvosleposti u řádů Cingulata i Pilosa. Nezávisle, a to dokonce i u několika linií pásovců, zřejmě došlo i ke ztrátě skloviny, čemuž nasvědčují genetická data i fosilní nálezy. Evoluce chrupu chudozubých tak mohla souviset s kontaminací potravy abrazivními částicemi.
K roku 2022 byl za nejstaršího bezesporného zástupce řádu Pilosa a zároveň i pravděpodobně nejstaršího lenochoda pokládán argentinský Pseudoglyptodon, jehož nejstarší pozůstatky pocházejí z období před asi 37,8 miliony lety. Některé pozdější nálezy přisuzované pseudoglyptodonům pocházejí i z dalších paleontologických lokalit v Jižní Americe. Není však jisté, zda je Pseudoglyptodon bazálním lenochodem. Nese totiž některé neobvyklé charakteristiky (jako jsou potenciálně odvozené trojlaločné molariformní zuby) a dochovaný fosilní materiál zůstává pouze fragmentární. Nález možného lenochoda ze spodního oligocénu Portorika by mohl naznačovat, že v tuto dobu lenochodi představovali již široce rozšířenou skupinu, o jejíž evoluci však v takovém případě chybí podrobné záznamy. Ještě větší otazník zůstává u původu mravenečníků, které ve fosilním záznamu poprvé reprezentuje až miocenní Protamandua. Studie z roku 2015 spekuluje, že malé množství fosilií primitivních lenochodů a mravenečníků je důsledkem jejich vazby na tropické lesní ekosystémy, kde dochází k fosilizaci jen vzácně.
Zatímco v současnosti přežívá jen asi 14 rodů chudozubých, fosilních rodů je známo více než 200, zejména co se týče lenochodů. Z hlediska druhového výběru poměrně ustálené tempo diverzifikace chudozubých kompenzovala vysoká extinkční rychlost. Nejvyšší rychlost speciací se kryje s obdobím ochlazování klimatu v předchozích asi 15 milionech letech. V miocénu i během pozdějších glaciálních cyklů zároveň převládalo sušší klima. Podle některých hypotéz se lenochodi, již mají zvlášť pomalou bazální rychlost metabolismu, vyrovnávali s novými podmínkami zvětšením tělesných rozměrů: nárůst hmotnosti a osvalení i dlouhá srst mohly kompenzovat fyziologická omezení. K evolučnímu trendu zvětšování těla rovněž mohly přispět nižší energetické požadavky spojené s nízkou bazální rychlostí metabolismu. Mravenečníky zřejmě omezovaly specifické potravní návyky, a proto nikdy nedosáhli gigantických rozměrů. Zvětšení velikosti těla i pozemní způsob života, reprezentovaný současným mravenečníkem velkým, však rovněž souvisí s rozšiřováním otevřených pastvin.

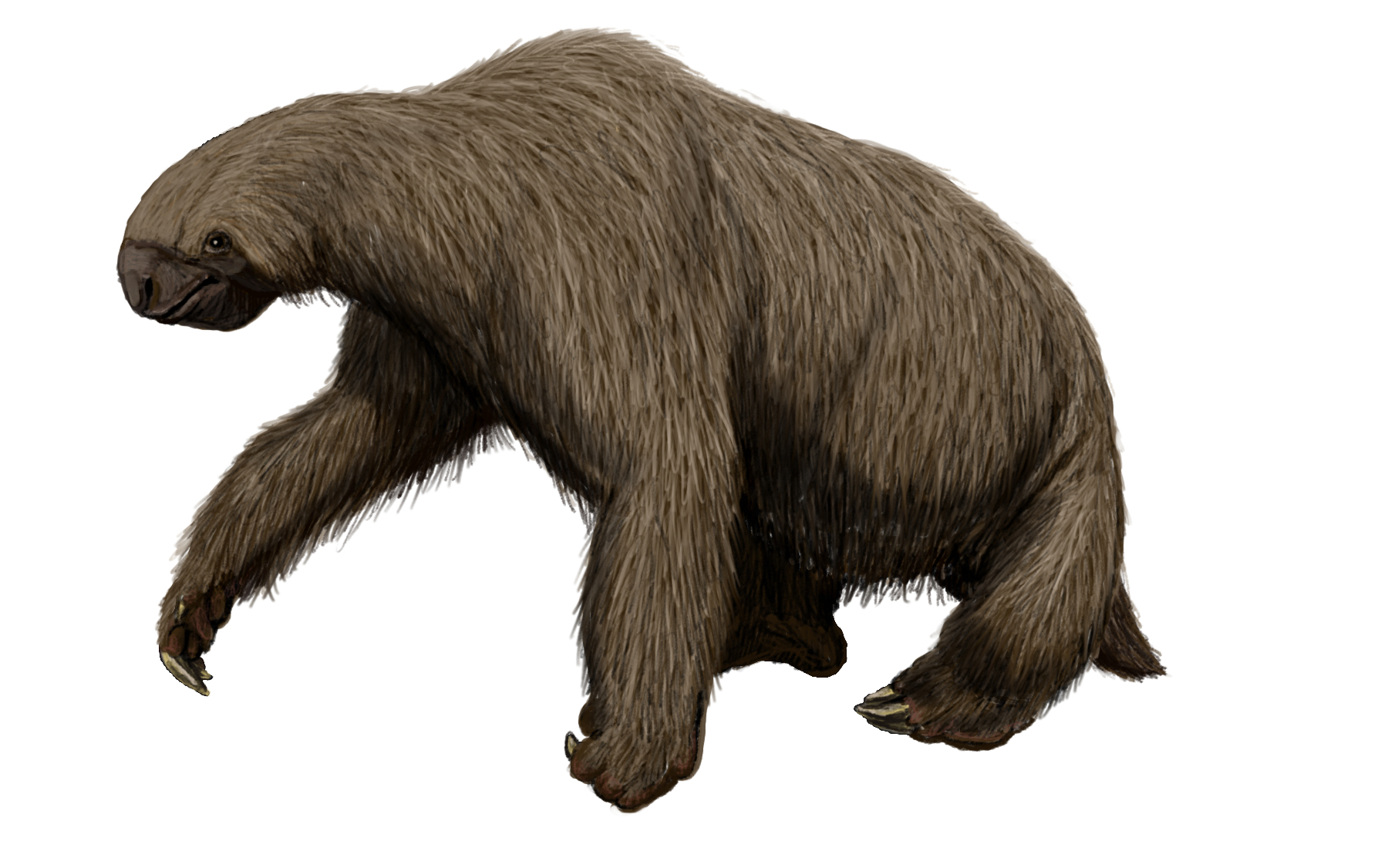
Rekonstrukce lenochoda Megalonyx

V průběhu kenozoika dali chudozubí vzniknout řadě dnes již vyhynulých linií, často s odlišnými ekologickými návyky oproti dnešním formám. Obrovští pásovci gliptodonti, jejichž evoluce byla rovněž spjata s travnatými pláněmi, představovali masivní býložravce s tělním pancířem a ocasním kyjem; jejich brnění u žádných jiných obratlovců nemá obdoby. Bizarní malý pásovec rodu Peltephilus byl naopak vyzbrojen rohy. Z dalších vyhynulých pásovců lze jmenovat plio-pleistocenní čeleď Pampatheriidae. Zatímco současné dvě linie lenochodů se nezávisle na sobě přizpůsobily stromovému životu, řada velkých lenochodů přivykla pozemním návykům (ačkoli řada menších fosilních druhů mohla žít rovněž na stromech, anebo semiarboreálně). Z velkých lenochodů lze jmenovat například čeledi Megatheriidae, Mylodontidae i některé zástupce čeledi Megalonychidae, přičemž některým z nich se vyvinuly nepravé špičáky. Ochranu před predátory jim zřejmě poskytovaly mohutné končetiny s mocnými drápy, u mylodontidů i kostěnné elementy v kůži. Zřejmě nejpodivnějším vyhynulým lenochodem byl Thalassocnus, jenž vykazuje několik evolučních trendů spojených s životem ve vodě (nárůst kostní hmoty, změna tvaru lebky, prodloužený ocas aj.).

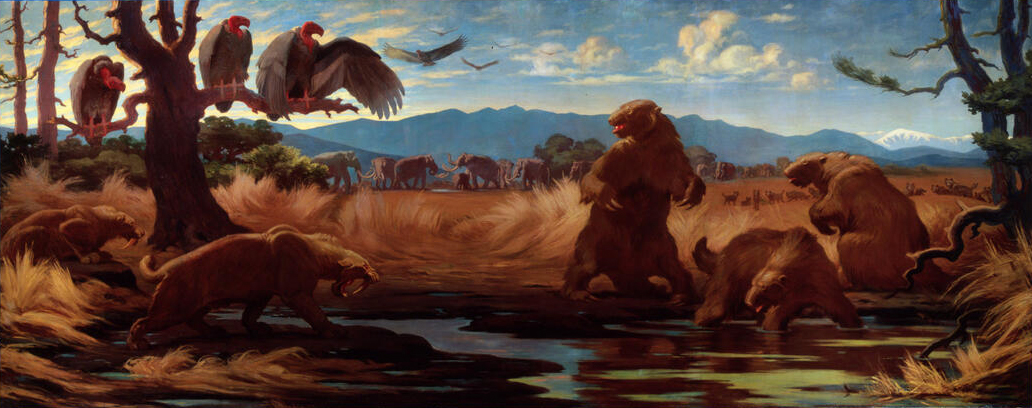
Severoamerické společenstvo podle nálezů z La Brea Tar Pits, včetně pozemních lenochodů rodu Paramylodon (Charles Robert Knight)

Jižní Amerika zůstávala v průběhu kenozoika dlouhodobě oddělena od Severní Ameriky. Ke vzájemnému kontaktu a mísení společenstev obou kontinentů došlo až v průběhu tzv. velké americké výměny před zhruba 2,7 miliony lety, s převažující migrací ze severu na jih. Snad nejúspěšnější jihoamerickou skupinu však byli právě chudozubí, kteří se stali nedílnou součástí severoamerických společenstev a vyrovnali se nejen novým potravním konkurentům, ale i predátorům, jimž je jinak připisován největší vliv na jihoamerickou faunu. Některé linie, jako lenochodi z čeledi Megalonychidae, se dostaly do Severní Ameriky dokonce již na konci miocénu, tj. ještě před velkou americkou výměnou – a odtud následně rod Megalonyx migroval během pleistocénu zpět do Jižní Ameriky. Chudozubí v Severní Americe nepodstoupili adaptivní radiaci, spíše se integrovali do místních společenstev bez rapidní diverzifikace. Migranty byli zejména generalisté, kteří se následně specializovali severoamerickým biotopům. Častým evolučním trendem bylo zvětšování těla. Někteří chudozubí, jako lenochodi Megalonyx a Paramylodon, tolerovali i chladnější a sezónnější klimatické podmínky Severní Ameriky, kdy první jmenovaný dokonce překročil hranice polárního kruhu. Řada chudozubých se však kvůli svým ekologickým požadavkům nerozšířila do mírného pásma, respektive byla citlivější na klimatické výkyvy; z vyhynulých severoamerických taxonů lze v tomto ohledu jmenovat pozemní lenochody Nothrotheriops a Eremotherium, na klimatické oscilace byli kvůli řídkému osrstění náchylní i pásovci, např. Glyptotherium. Poslední obří zástupci chudozubých, včetně pozemních lenochodů či glyptodontů, vyhynuli během celosvětového vymírání pleistocenní megafauny, na ostrovech v Karibiku velcí lenochodi přežívali ještě asi okolo roku 4 400 př. n. l. Vyjma klimatických změn je za příčinu vymírání pokládána i činnost člověka.

## Ekologie

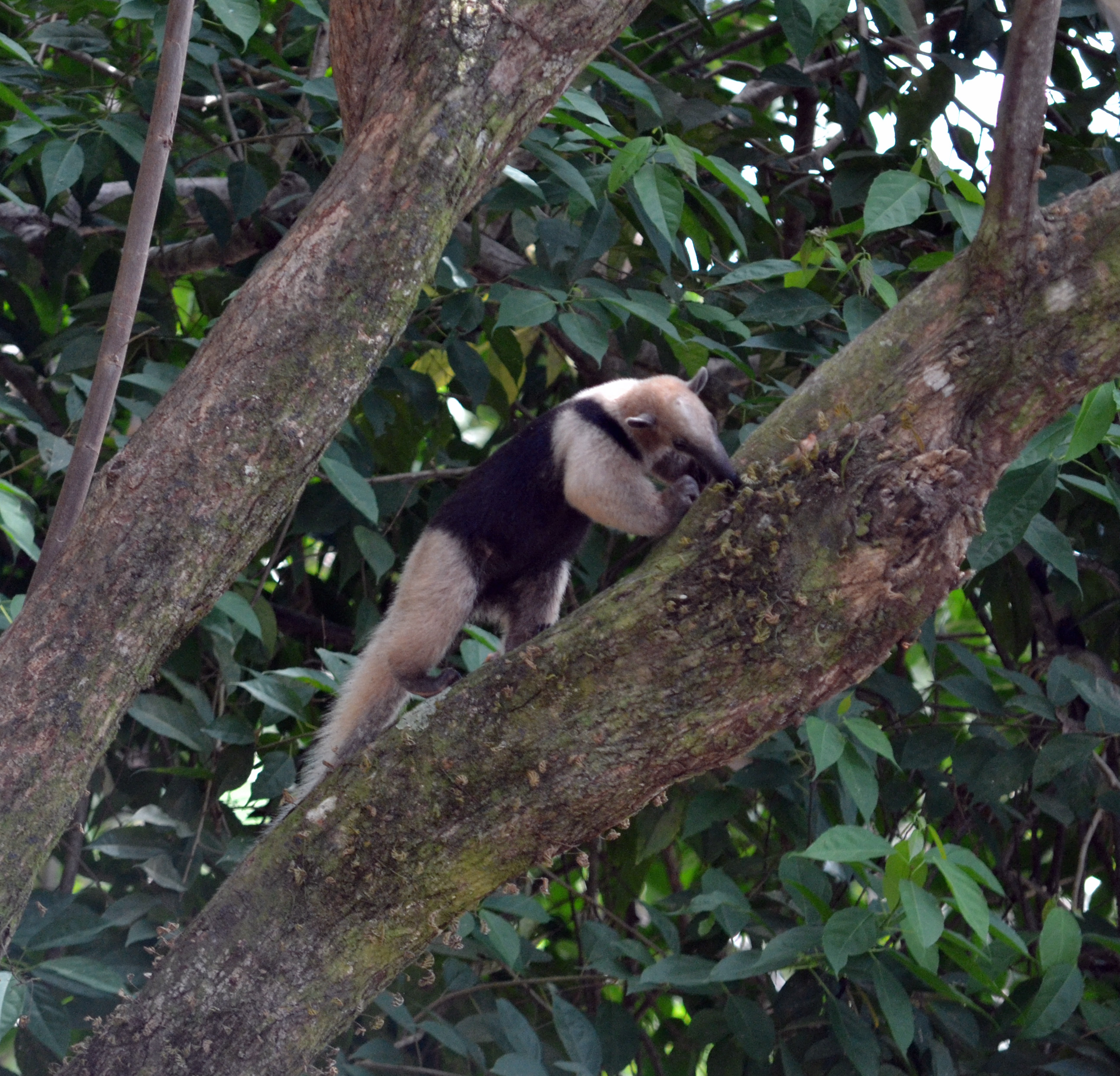
Krmící se mravenečník

Všechny druhy chudozubých představují endemity amerického kontinentu, přičemž severní hranici areálu výskytu v recentních dobách obývá pásovec devítipásý, který se rozšířil až po jihovýchod Spojených států amerických. Jižní hranice výskytu chudozubých definuje pásovec malý (Zaedyus pichiy), jehož areál rozšíření zasahuje až do jižní Patagonie. Všechny tři hlavní skupiny chudozubých, tj. mravenečníci, lenochodi i pásovci, jsou ekologicky značně odlišné.

Mravenečníci jsou v rámci chudozubých největšími potravními specialisty – živí se výhradně myrmekofágně, přičemž k průniku do hnízd mravenců a termitů a lovu jejich obyvatel využívají mocné drápy a dlouhý jazyk. Každý druh preferuje pouze určité druhy tohoto sociálního hmyzu. Pro uspokojení kalorických potřeb každý den konzumují několik tisíc kusů mravenců a termitů, mravenečník velký denně navštíví téměř 200 jejich hnízd. Areál výskytu této skupiny zasahuje až do Mexika, mravenečník čtyřprstý (Tamandua tetradactyla) žije i na Trinidadu. Mravenečník mexický (Tamandua mexicana) je jediný druh mravenečníka z oblasti západně od And. Domovinou mravenečníků jsou tropické suché lesy, deštné lesy, pastviny a savany. Pozemním druhem travnatých plání je mravenečník velký, zatímco zbylé druhy více přivykly životu na stromech. Zcela stromovým mravenečníkem je mravenečník dvouprstý (Cyclopes didactylus), nejmenší zástupce celé této skupiny.

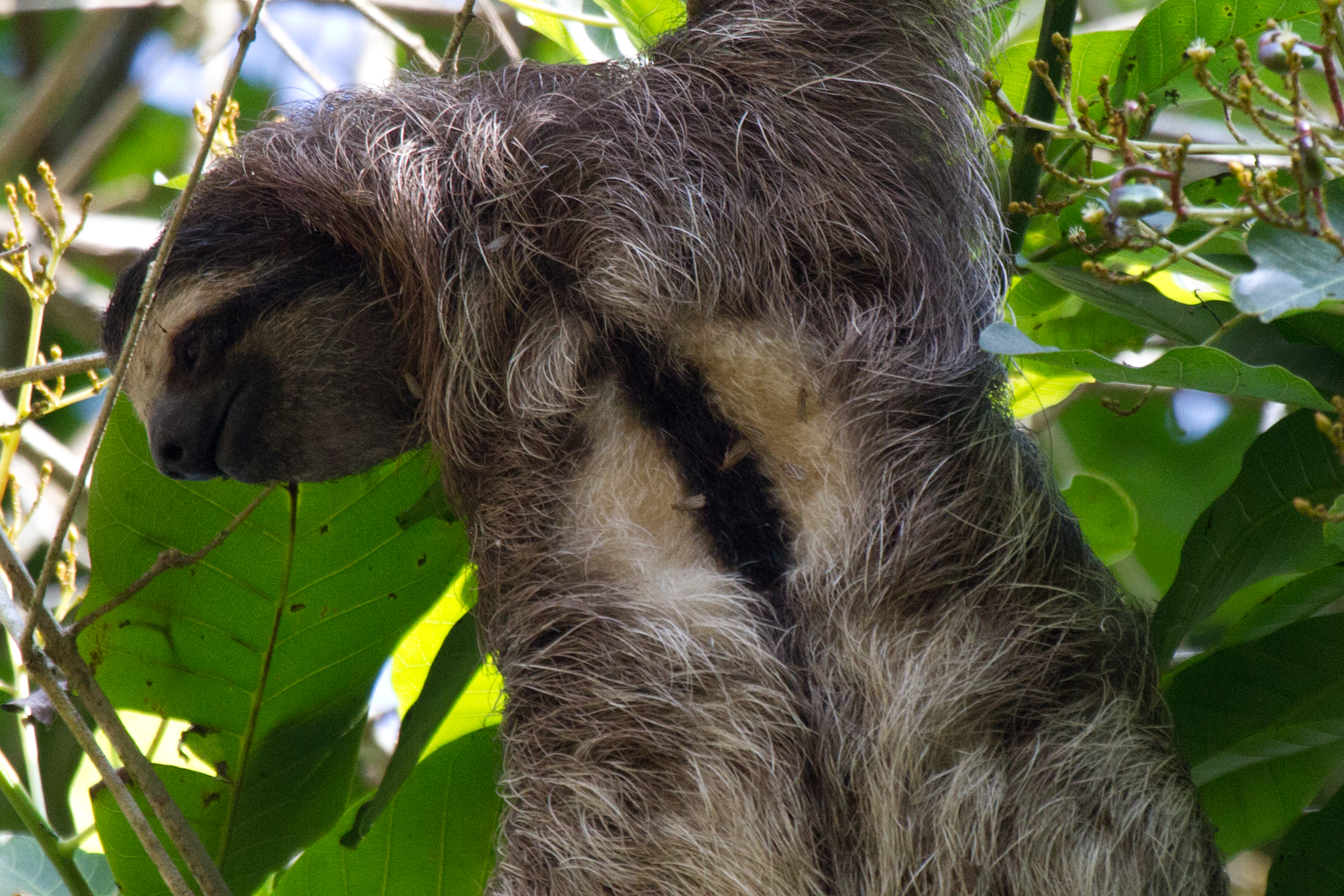
Cryptoses choloepi na těle lenochoda hnědokrkého (Bradypus variegatus)

Lenochodi v současnosti zahrnují výhradně letargické stromové druhy, obývají různé typy lesů od hustých pralesů po sezónně suché lesy. Vyskytují se v Jižní i Střední Americe, přičemž v neotropických deštných lesích představují nejhojnější velké savce (lenochodovití tříprstí tvoří až 70 % biomasy stromových savců). Lenochodovití tříprstí jsou výhradními býložravci, kteří se živí listy několika desítek konkrétních stromů. Naproti tomu lenochodovití dvouprstí se mohou krmit i na plodech, pupenech a občasně mohou sežrat i drobné druhy obratlovců. Známá je symbióza lenochodů s mikroskopickými řasami, které vyrůstají z dlouhé srsti některých druhů, propůjčují jí zelené maskovací zbarvení a jejím nositelům snad i živiny (buďto přes pokožku, anebo olizováním). Vyjma řas jsou lenochodi asociováni rovněž s motýly zavíječi druhu Cryptoses choloepi a dalším hmyzem a roztoči, jejich predátory jsou pak např. dravci. Obě dnešní stromové linie představují příklad nezávislé evoluce a při uvažování fosilních zástupců spolu nejsou blíže příbuzné. Velcí vyhynulí lenochodi využívali zcela jiné ekologické niky než jejich žijící příbuzní. Například pozemní Eremotherium se zřejmě krmilo ve vzpřímeném postavení, kdy se zapíralo o mohutný ocas a tlusté zadní končetiny a přitahovalo si k sobě větve, anebo využívalo svou hmotnost 3 až 4 tun k vyvracení celých stromů. U některých velkých pozemních lenochodů, jako bylo Megatherium, se zjevně mylně předpokládala jejich masožravost či hmyzožravost (podle některých hypotéz si hloubili nory, aby se dostali k podzemnímu koloniálnímu hmyzu). Lenochodi rodu Thalassocnus si sháněli vegetaci u mořského pobřeží, jejich odvozené druhy zřejmě i v hlubších mořských vodách. Lenochodi rodu Nothrotheriops se zase mj. krmili pouštními kaktusy.

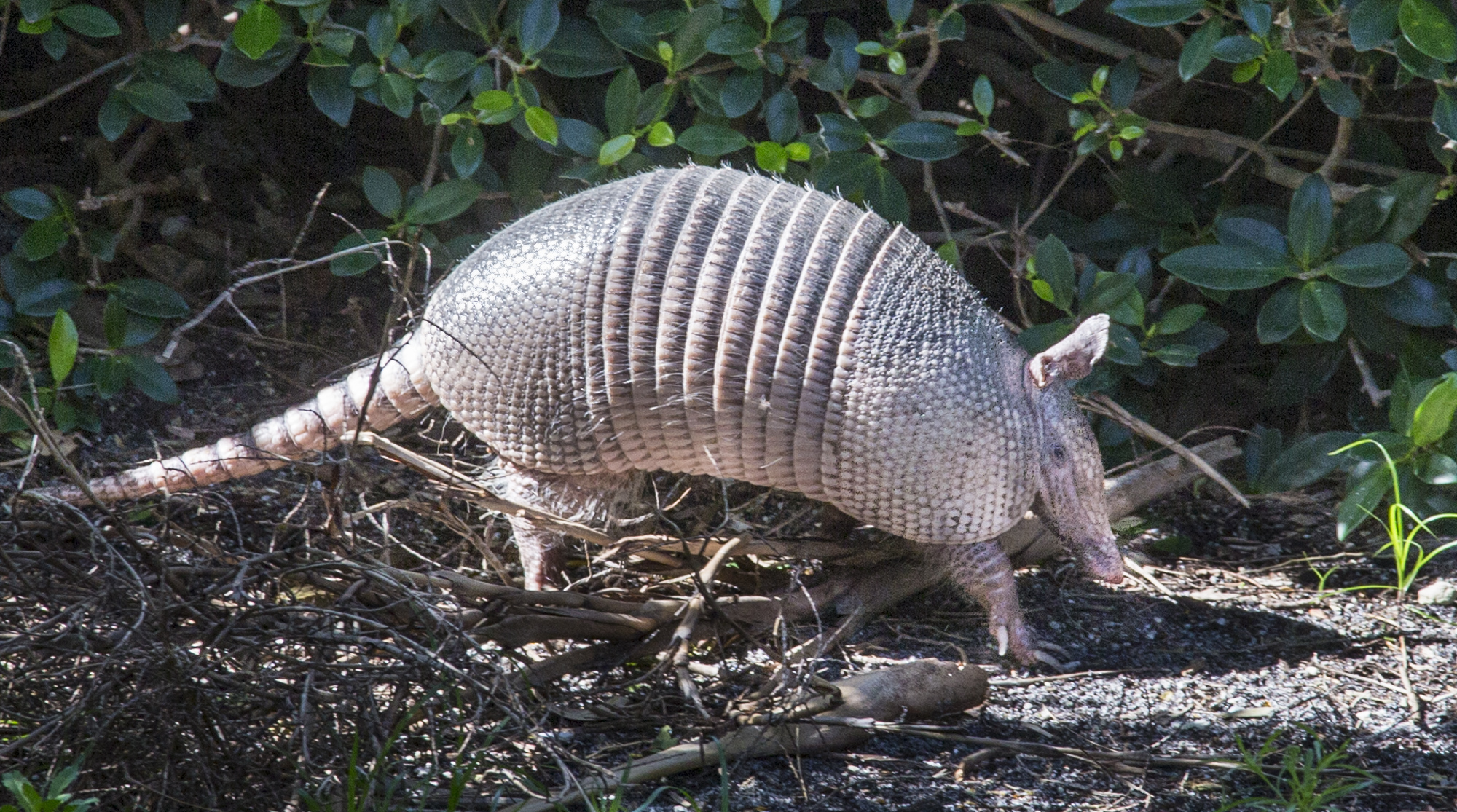
Pásovec devítipásý (Dasypus novemcinctus), Florida

Pásovci jsou pozemní hrabaví savci, již obývají četné typy stanovišť, jako jsou deštné pralesy a jiné typy lesů, pastviny či pouště. Pásovec horský (Dasypus pilosus) z peruánských mlžných lesů obývá nadmořské výšky přesahující 2 600 metrů, s čímž se nejspíše pojí některé jeho morfologické specializace, zejména neobvykle husté osrstění. V rámci svého areálu výskytu se pásovci stávají častou kořistí různých predátorů, jako jsou šelmy (jaguár, jaguarundi, puma, medvědi, vlk hřivnatý) či aligátoři. Co do potravních návyků jde o oportunističtější skupinu, a třebaže jde primárně o hmyzožravce živící se larvami hmyzu, mravenci a termity, někteří se přikrmují i jinými bezobratlými, menšími obratlovci či plody a dalšími rostlinnými produkty. Poněvadž si nestřádají tukové zásoby, musí se krmit pravidelně. Pásovec malý ze suchých a polosuchých biotopů Argentiny a Chile je jediným chudozubým schopným hibernovat, a navíc denně upadá do stavu torporu. Ekologie vyhynulých pásovců byla ještě pestřejší. Například u svrchně-pliocenního druhu Macroeuphractus outesi se předpokládá masožravé chování, glyptodontidé zase představovali obří spásače trav.
Ve srovnání s různými řády savců zahrnují chudozubí relativně malé množství obecně ohrožených druhů. Kriticky ohroženým druhem je lenochod trpasličí (Bradypus pygmaeus), karibský ostrovní endemit. Třebaže současní chudozubí nejsou výrazně ohroženi činností člověka, ta se mohla (spolu)podílet na vyhubení prehistorických velkých forem.

## Chování

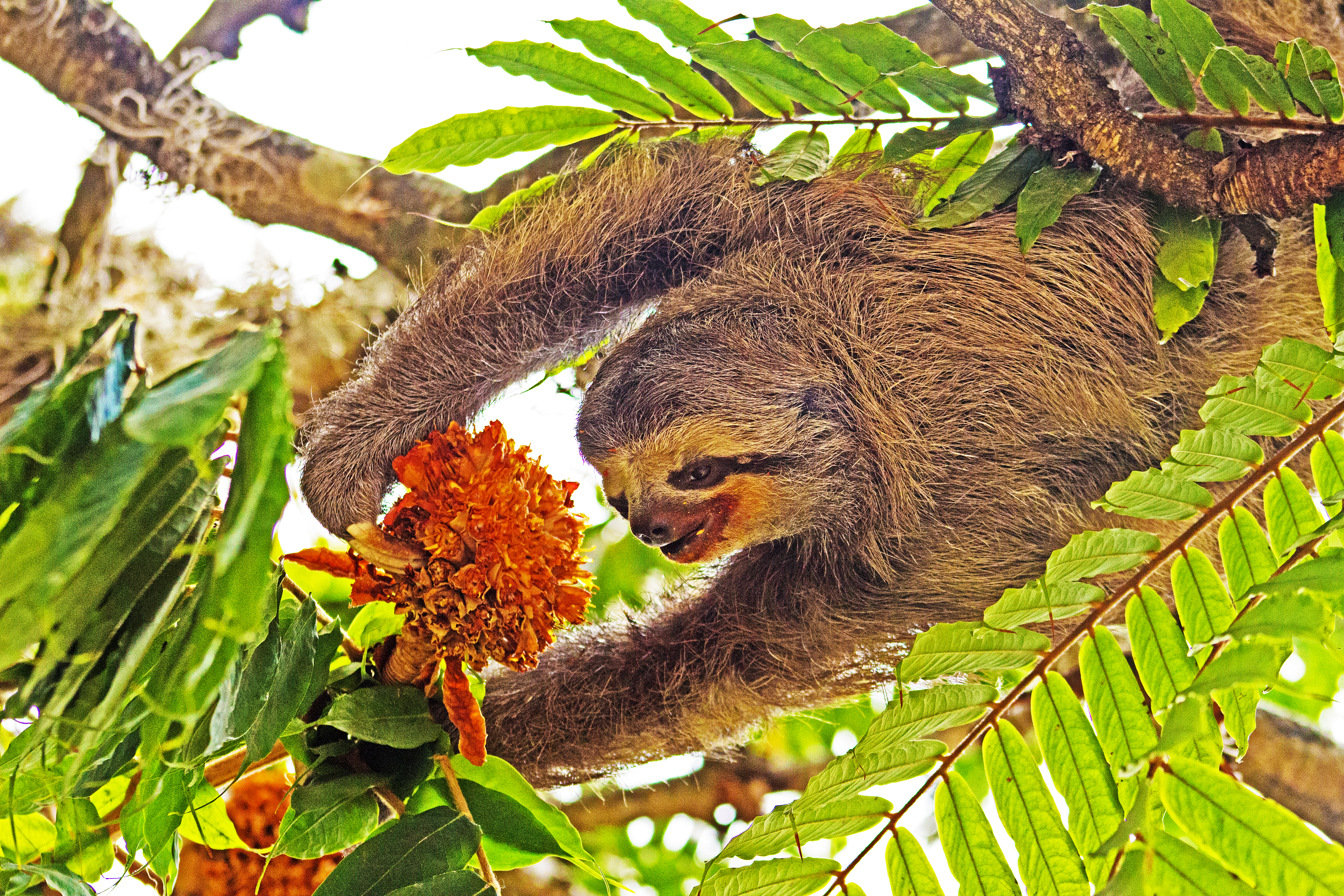
Lenochod tříprstý (Bradypus tridactylus) ve Venezuele

Zatímco pásovci se svou aktivitou nijak nevymykají ostatním savcům, mravenečníci a zejména lenochodi vynikají letargickým životním stylem. U lenochodů je takové chování zvlášť markantní a koreluje jak s jejich nízkou bazální rychlostí metabolismu, tak s jejich málo výživnou stravou založenou na listech. Letargicky se zřejmě chovali i jejich vyhynulí pozemní příbuzní. Stromoví lenochodi jsou nejpomalejšími savci vůbec: pro lenochodovité tříprsté se udává rychlost asi 270 metrů za hodinu, spí až 15 hodin za den a defekují pouze jednou za 8 až 10 dnů (u paty obývaného stromu). Po rovných površích se plazí, poněvadž se neudrží na nohou; dovedou však dobře plavat.

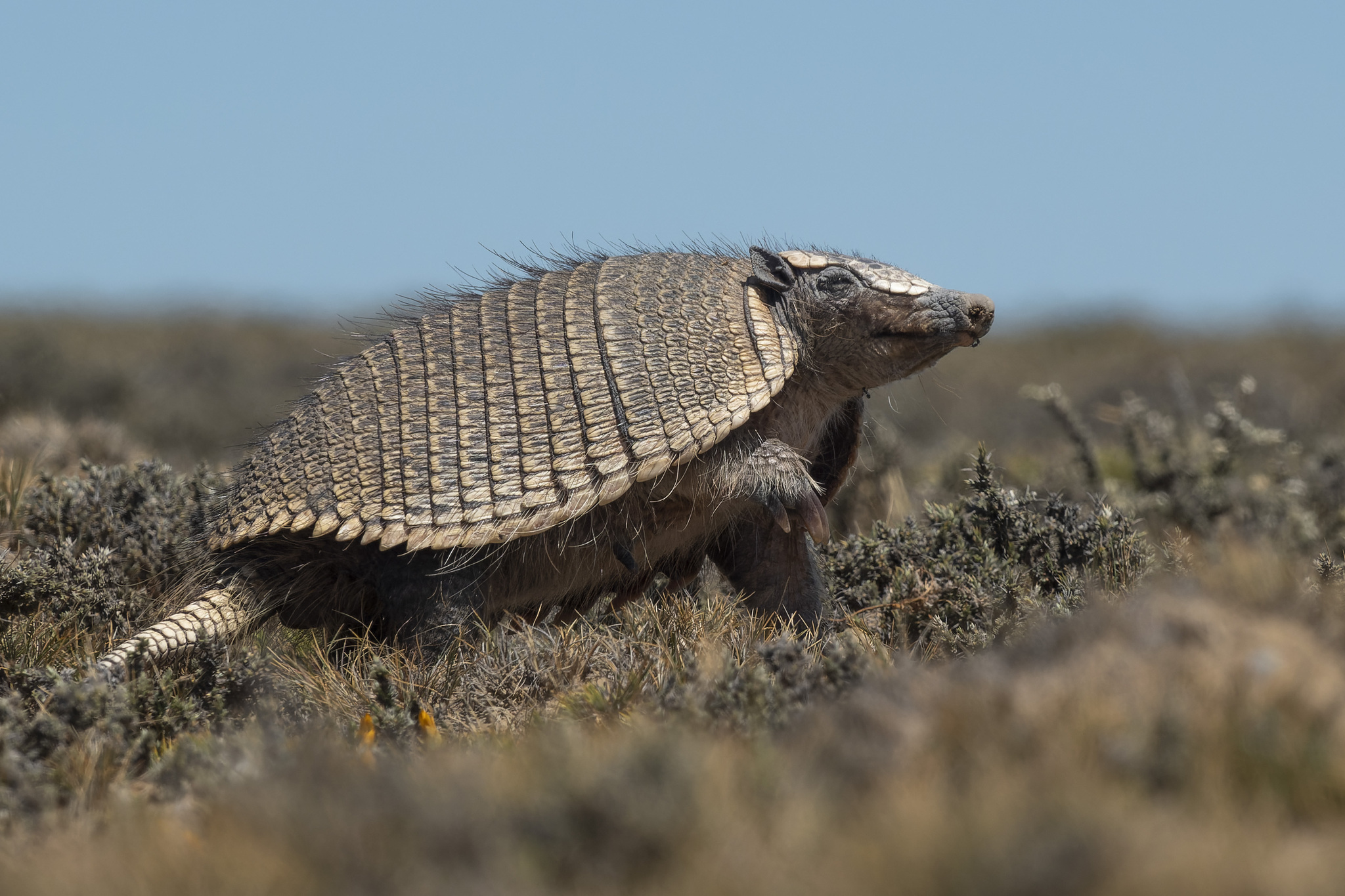
Pásovec malý (Zaedyus pichiy)

Chudozubí mohou být aktivní ve dne i v noci – obě životní strategie lze pozorovat u zástupců pásovců, kteří chvíle odpočinku obvykle tráví ve vyhloubených podzemních norách. Nory pásovcům slouží i jako úkryt před případnými predátory, ačkoli nejznámější obrannou strategií těchto savců je svinutí se do klubíčka, s vystavením svého pancíře. Tuto schopnost má však pouze několik jejich druhů, zatímco jiné se mohou například přitisknout nechráněným břichem směrem k zemi, anebo se při obraně spoléhají na své drápy. Mravenečníci jsou obvykle aktivní přes noc, nicméně mravenečník velký bývá aktivní i za dne. Noční či libovolnou aktivitu vykazují i lenochodi. Při obraně mohou obě tyto skupiny taktéž využívat ostrých drápů, dokonce i drobný mravenečník dvouprstý se v případě nouze umí pomocí zadních končetin a ocasu vztyčit na větvi a rychle útočit na narušitele předními končetinami.
Chudozubí jsou tradičně považování za samotáře, nicméně souhrnná práce z roku 2021, jež analyzovala studie zabývající se sociálním životem chudozubých, tuto obecnou představu poněkud koriguje. Například lenochod tříprstý (Bradypus tridactylus) může žít samotářsky, v párech, anebo v samičích skupinách, párový život se vyjma solitérnosti objevuje rovněž u lenochoda hnědokrkého (Bradypus variegatus). U druhého jmenovaného druhu může samice v domovském okrsku samce žít dokonce několik let. Chudozubí se mohou chovat teritoriálně a obývaná území si hájit, většinou jde o krmné lokality a oblíbená místa k odpočinku. Například mravenečníci velcí obývají relativně rozsáhlé oblasti údajně až o rozloze 25 km2, ačkoli jiné studie udávají podstatně menší rozsah. V případě samic se jejich domovské okrsky mohou z velké části překrývat, nicméně překryv samčích okrsků činí pouze několik procent z jejich rozlohy. Na základě pozorování z volné přírody si samci teritorium mohou bránit i aktivním bojem, někdy s výslednými vážnými zraněními. Dokonce i samci lenochodů, konkrétně např. u rodu Choloepus, si hájí jádra domovských okrsků svých teritorií a chovají se vůči sobě agresivně. Obývané území si chudozubí mohou vymezovat pasivně pachovými značkami; u lenochodů mohou k tomuto účelu sloužit jejich pozemní místa k vyměšování.

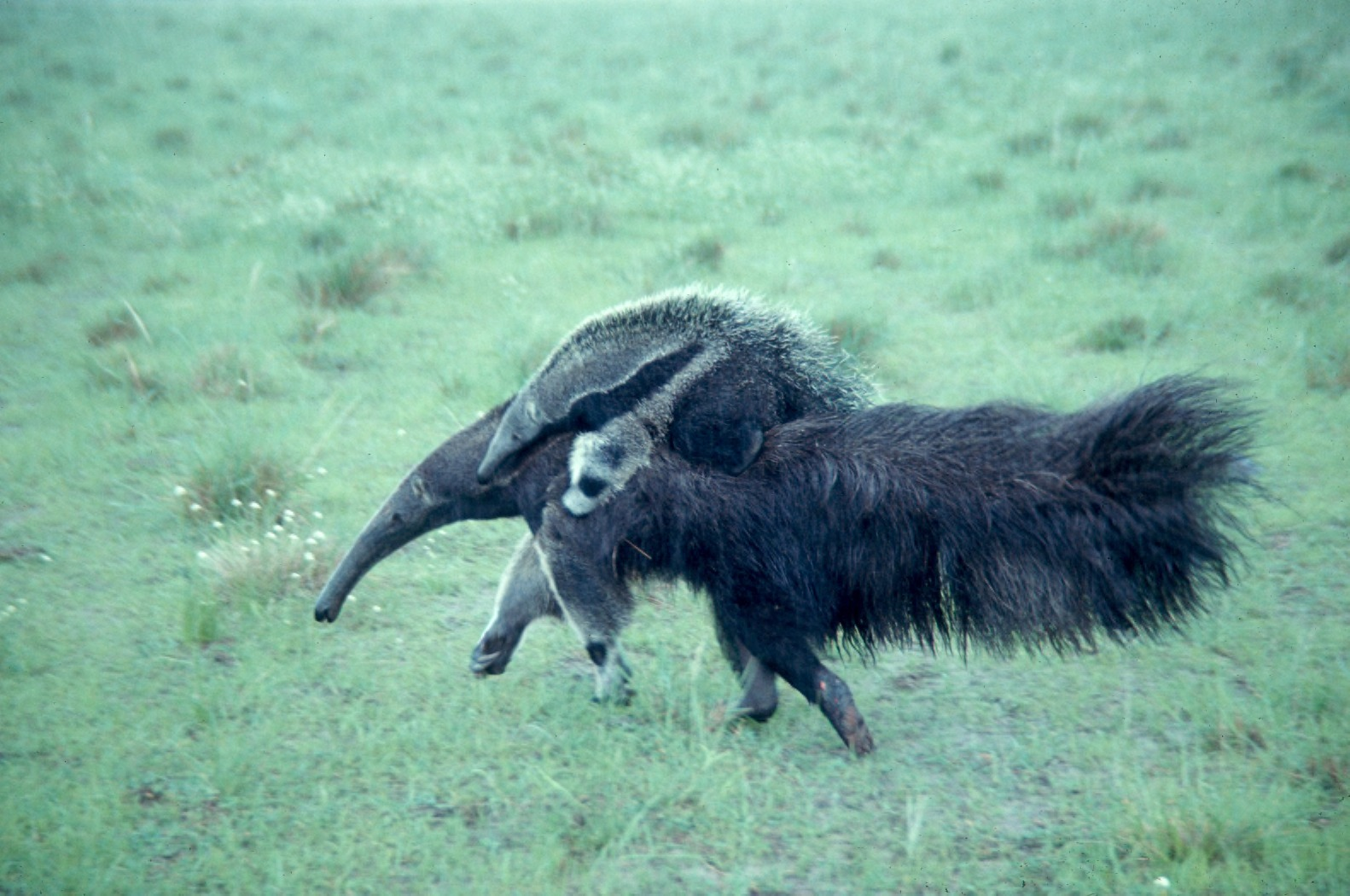
Samice mravenečníka velkého s potomkem

Pro chudozubé je typický polygynní sociální systém, přičemž péči o potomstvo zajišťuje samice. Zatímco mravenečníci a lenochodi rodí zpravidla jediné mládě (lenochodi výhradně, mravenečníci mohou zřídka porodit dvojčata), pásovci mívají vrhy početnější. V případě rodu Dasypus se objevuje i fenomén polyembryonie: oplozené vajíčko se před uhnízděním v děložní stěně dělí, díky čemuž může samice porodit až 12 mláďat, která jsou si geneticky identická. U pásovců byl zároveň dokumentován i fenomén odložené nidace. Vývoj mláďat je u všech třech skupin opět zcela odlišný. Slepá a neosrstěná mláďata pásovců, jež nemají ani svůj typický pancíř, ostře kontrastují s osrstěnými mláďaty lenochodů s otevřenýma očima. Samice může mláďata přenášet na své srsti, jako se tomu děje u lenochodů nebo u mravenečníků – v případě mravenečníků potomek sám vyšplhá na matčina záda. Pásovci běžně dospívají asi v jednom roce, přičemž někteří z nich se mohou dožít až 20 let. Podobná délka dožití se může objevovat i u jiných chudozubých. Například dvouprstí lenochodí dosahují zhruba téhož maximální věku, jeden v zajetí držený lenochod krátkokrký žil 43 let. Matky chudozubých mohou žít se svými potomky i dlouho po jejich odstavení – mláďata se rovněž typicky rozptylují do oblastí poblíž matčina území.